# Глибочок (Куяльницька сільська громада)
Глибочо́к — село Куяльницької сільської громади в Подільському районі Одеської області, Україна. Населення становить 508 осіб. Відстань до райцентру становить близько 8 км і проходить автошляхом місцевого значення.

## Історія
У ході Російсько-Турецької війни 1768-1774 років вздовж річки Ягорлик велися воєнні дії, у яких брали участь поселенці прикордонної залоги. Бої відзначалися надмірною жорстокістю, в результаті чого на узбережжі Ягорлика з обох сторін залишилися поховання у вигляді насипних могил. Московитські війська, які перейшли на Лівий берег Ягорлика, не змогли надовго там закріпилися і були витіснені знову на правий берег річки, а потім відійшли вглиб Поділля. Залога, через яку проходили турки, зазнала від них значних руйнувань, і фактично була знищена.
Турки пересунулися далеко на Південь, але через рік, в 1775 році повернулися і знову напали на прикордонну залогу, знищивши всіх поселенців. В 1779 році, коли з'явилася велика кількість населених пунктів як на правому так і на лівому березі прикордонних річок Ягорлик – Кодима, їх налічувалося більше 14 на Правому березі Ягорлика, аж до Дністра. На місці розгромленої і спаленої залоги в низинній частині балки почалося забудова населеного пункту, який дістав назву Туркевичі. Першу хвилю поселенців складали вільні люди з Правобережної України, другу – поляки, що тікали від польської шляхти на вільні землі.
У 1895 році була побудована церква з парканом із каменю, який сільські чоловіки возили возами з кар’єрів сучасного Окнянського району. При церкві була початкова школа трирічна школа.
За річкою Ягорлик на лівому березі  простягався широкий лан незайманих земель, які після прокладання залізниці були закладені в земельний банк. Ці землі орендувалися, і тільки в 1910 році банк вирішив їх продати вільним громадянам. Так, в 1910 році на Лівобережній стороні річки Сухий Ягорлик з’явилося поселення власників землі, з упорядкуванням самого поселення вздовж річки і ділянок землі до залізниці. Через те, що село розкинулося на великих ділянках сільсько-господарських угідь, то і свою першу назву отримало Широкий Лан. Ця назва була до кінця 30-х років ХХ століття, а саме село входило до місцевого самоуправління Туркенівської  сільської ради. А вже в 1932 році село Туркевичі було перейменовано на Глибочок (та обєднали Туркевичі і Широкий лан), розташовані в глибокій балці річки Сухий Ягорлик. В 1936 році церква була зруйнована.
Село Глибочок відзначено на археологічній карті Подільської губернії Юрія Сіцінського (1901) в окремій книзі «Памятники старины в Подолии». Згідно карті, на території села Глибочок є три давніх кургани як пам'ятки стародавніх поселень.
Під час організованого радянською владою Голодомору 1932—1933 років померло щонайменше 60 жителів села.
У 1950-х — 1960-х роках до Глибочка було приєднано село Широколанівка, яке до 1 лютого 1945 року носило назву Італьянка і було перейменоване згідно Указу Президії Верховної Ради УРСР «Про збереження історичних найменувань та уточнення і впорядкування існуючих назв сільрад і населених пунктів Одеської області.
Колишній орган місцевого самоуправління — Олексіївська сільська рада.
12 червня 2020 року, відповідно до Розпорядження Кабінету Міністрів України від № 724-р «Про визначення адміністративних центрів та затвердження територій територіальних громад Одеської області», увійшло до складу Куяльницької сільської територіальної громади.
19 липня 2020 року, в результаті адміністративно-територіальної реформи і ліквідації Подільського району (1923-2020), село увійшло до складу новоутвореного Подільського району Одеської області.

## Населення
Згідно з переписом УРСР 1989 року чисельність наявного населення села становила 198 осіб, з яких 87 чоловіків та 111 жінок.
За переписом населення України 2001 року в селі мешкало 508 осіб.

### Мова
Розподіл населення за рідною мовою за даними перепису 2001 року:
| Мова       | Відсоток |
| ---------- | -------- |
| українська | 88,98 %  |
| російська  | 5,31 %   |
| молдовська | 3,74 %   |
| вірменська | 1,57 %   |
| болгарська | 0,20 %   |
| інші       | 0,20 %   |